# Pint of Science
 (mars 2023).
Si vous disposez d'ouvrages ou d'articles de référence ou si vous connaissez des sites web de qualité traitant du thème abordé ici, merci de compléter l'article en donnant les références utiles à sa vérifiabilité et en les liant à la section « Notes et références ».
Pint of Science est un festival de vulgarisation scientifique fondé en 2013 au Royaume-Uni, qui se tient chaque année depuis, dans de nombreux pays. Il est qualifié de "plus grand festival de vulgarisation scientifique au monde". Le festival met en contact des scientifiques avec le public dans des bars et d'autres lieux publics pour partager leurs recherches et leurs découvertes.

## Historique

### Les débuts au Royaume-Uni
Pint of Science trouve ses racines dans une initiative lancée en 2012 par un groupe de chercheurs basés au Royaume-Uni. Les fondateurs du festival, le Dr Michael Motskin et le Dr Praveen Paul, travaillent alors sur les maladies neurodégénératives à l'Imperial College de Londres. Ils estiment qu'il y a un écart entre les efforts de recherche menés par les chercheurs et la vulgarisation de cette recherche auprès du grand public, en particulier des personnes concernées par les maladies sur lesquelles ils travaillent.
En septembre 2012, ils organisent « Meet the Researchers », un événement qui réunit dans leurs laboratoires des personnes atteintes de la maladie de Parkinson, d'Alzheimer, ainsi que de la maladie des motoneurones et de la sclérose en plaques afin qu'elles puissent voir les recherches qui y sont menées. A la suite de cet événement, les chercheurs déclarent : "si les personnes veulent venir dans les laboratoires pour rencontrer des scientifiques, pourquoi ne pas amener des scientifiques en dehors des laboratoires ?". C'est la naissance de Pint of Science,.
La première édition de Pint of science est organisée en mai 2013 dans trois villes (Londres, Oxford et Cambridge) et rassemble 3400 visiteurs. À la suite de cette édition, le festival reçoit de nombreux messages de personnes souhaitant rejoindre le festival au Royaume-Uni et dans le reste du monde.

### Le passage à l'international
A l'occasion de sa deuxième édition en 2014, Pint of Science s'élargit à l'Australie, la France, l'Irlande, la Suisse et les États-Unis. Le festival se tient dans tous ces pays au cours des trois mêmes jours.
En mai 2019, des milliers de chercheurs dans 400 villes et 24 pays ont partagé et discuté de leurs découvertes avec le grand public. Le record du nombre de villes organisatrices pour un même pays est alors détenu par le Brésil qui compte près de 90 villes participantes cette année-là.
En raison de la pandémie de COVID-19, le festival Pint of Science 2020 et une partie du festival Pint of Science 2021 se sont déroulés en ligne.
En 2022, le festival se tient à nouveau dans des bars de près de 200 villes dans 25 pays.

### La branche française
La branche française du festival a été créée en 2014 par l'ex-chercheuse en neurosciences et communicatrice scientifique Élodie Chabrol, qui a participé à la création du festival à Londres en 2013 et a pris également la direction internationale du festival depuis 2017,,.
En 2014, Paris, Lyon et Bordeaux accueillent la première édition de Pint of Science en France pour un total de 1000 visiteurs. En 2022, 34 villes françaises accueillent l'événement pour un total de 6000 participants,.
| Année | Villes | Soirées | Bénévoles | Participants |
| ----- | ------ | ------- | --------- | ------------ |
| 2014  | 3      | 20      | 34        | 960          |
| 2015  | 8      | 68      | 78        | 2 500        |
| 2016  | 20     | 142     | 180       | 5 500        |
| 2017  | 34     | 250     | 290       | 10 000       |
| 2018  | 41     | 320     | 400       | 12 000       |
| 2019  | 53     | 380     | 600       | 14 000       |

## Organisation

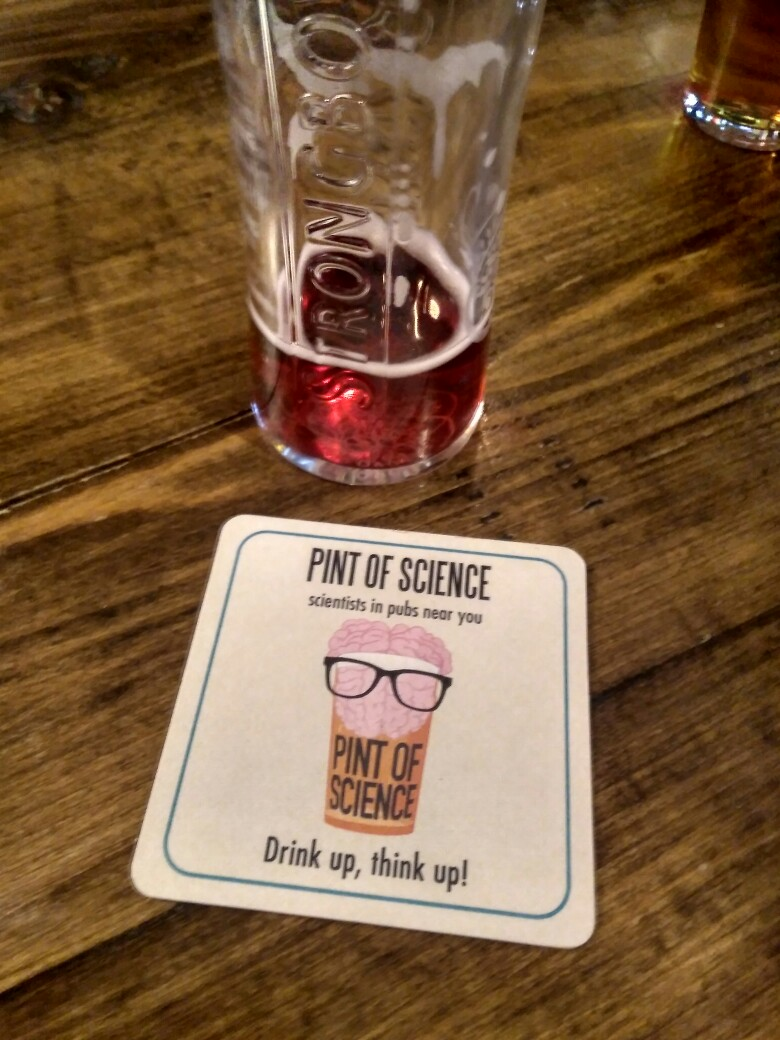
Logo du festival Pint of science sur un sous-bock

Proposé chaque année sur plusieurs soirées au mois de mai, le festival Pint of science est principalement organisé et géré par des chercheurs bénévoles (doctorants ou postdoctorants), des conférenciers et du personnel scientifique qui sont basés dans des universités ou des instituts de recherche.
Pint of Science s'inspire des festivals de musique populaires, et offre dans chaque ville plusieurs scènes qui permettent à différents chercheurs de domaines scientifiques variés de présenter leurs dernières découvertes et discuter avec les membres du public,.
En parallèle des conférences, chaque soirée propose des temps interactifs avec le public, sous différentes formes (illustrations, vidéos, théâtre, quiz, time’s up, brainstorming, devinettes),.

### Thématiques
Le festival couvre tous les aspects de la recherche, sous les titres suivants :
- Les merveilles de l'esprit (neurosciences, psychologie et psychiatrie)
- Des atomes aux galaxies (chimie, physique et astrophysique)
- Notre corps (sciences du vivant)
- Planète terre (sciences de la terre, évolution et zoologie)
- Start tech (technologie et ordinateurs)
- De l'humain aux civilisations (droit, histoire, politique)

### L'axe art et science
En 2015, à l'occasion de la troisième édition de Pint of science, un axe art et science nommé "Creative Reactions" a été lancé par l'équipe britannique de Cambridge. Cet axe prend la forme de collaborations entre 55 artistes et 55 scientifiques pour produire des œuvres d'art liées à la science présentée lors des conférences du festival, sous diverses formes (illustration, peinture, bijoux, sérigraphie, cinéma, danse...). Le résultat de la collaboration a été présenté dans une exposition à la fin du festival 2015, qui a accueilli plus de 700 visiteurs à Cambridge. Les expositions et performances Creative Reactions se sont depuis étendues à d'autres villes du Royaume-Uni.

## Prix et distinctions
- 2015 : Prix "Points of Light" décerné par le Premier ministre britannique David Cameron (les fondateurs ont été interviewés à ce sujet sur la télévision London Live)[17],[18]
- 2017 : Prix "President's Inspirational Partner Award for Excellence in Societal Engagement" décerné par l'Imperial College de Londres
- 2019 : Prix d'engagement public avec la recherche catégorie « Renforcement des capacités », décerné par le vice-chancelier de l'Université d'Oxford[19]
- 2019 : Prix d'engagement public avec la recherche de l'Université de Lincoln[20]